# Escaudain
Escaudain är en kommun i departementet Nord i regionen Hauts-de-France i norra Frankrike. Kommunen ligger i kantonen Denain som tillhör arrondissementet Valenciennes. År 2022 hade Escaudain 9 060 invånare.

## Befolkningsutveckling
Antalet invånare i kommunen Escaudain
| Referens: INSEE |